# Ногенг, Ммолоки
Ммолоки Ногенг (англ. Mmoloki Nogeng; род. 30 мая 1982) — ботсванский боксёр, представитель лёгкой, полулёгкой и легчайшей весовых категорий. Выступал за сборную Ботсваны по боксу во второй половине 2000-х — начале 2010-х годов, серебряный призёр Всеафриканских игр, бронзовый призёр Игр Содружества, победитель и призёр многих турниров международного значения.

## Биография
Ммолоки Ногенг родился 30 мая 1982 года.
Первого серьёзного успеха на взрослом международном уровне добился в сезоне 2005 года, когда вошёл в основной состав ботсванской национальной сборной и побывал на чемпионате Содружества в Глазго, откуда привёз награду бронзового достоинства, выигранную в зачёте легчайшей весовой категории — на стадии полуфиналов был остановлен индусом Акхилом Кумаром.
В 2006 году завоевал бронзовую медаль на Играх Содружества в Мельбурне, проиграв в полуфинале легчайшего веса представителю Маврикия Брюно Жюли.
Начиная с 2008 года боксировал в полулёгкой весовой категории, в частности в этом сезоне стал серебряным призёром ботсванского национального первенства в Габороне, уступив в решающем финальном поединке Хумисо Икгополенгу.
В 2009 году выиграл серебряную медаль на чемпионате Африки в Вакоа и выступил на чемпионате мира в Милане, где выбыл из борьбы за медали уже на предварительном этапе.
На Играх Содружества 2010 года в Дели боксировал в лёгком весе и дошёл до 1/8 финала, потерпев поражение от австралийца Люка Джексона.
В 2011 году в лёгкой весовой категории выиграл бронзовую медаль на чемпионате Африки в Яунде, проиграв в полуфинале алжирцу Абделькадеру Шади, тогда как на Всеафриканских играх в Мапуту стал серебряным призёром, уступив в решающем поединке тунисцу Ахмеду Меджри. Отметился выступлением и на мировом первенстве в Баку, где уже в стартовом поединке был остановлен австралийцем Люком Джексоном.
Пытался пройти отбор на летние Олимпийские игры 2012 года в Лондоне, однако на африканской олимпийской квалификации в Касабланке уже в 1/8 финала проиграл алжирцу Абделькадеру Шади.
Покинув расположение ботсванской сборной, в 2014 году Ногенг попробовал себя на профессиональном уровне, но проиграл свой дебютный поединок единогласным решением судей и на этом завершил спортивную карьеру.